# Gerardo Rodríguez (actor)
 Gerardo Rodríguez fue un actor que nació en Argentina y falleció en 1961. Desde los inicios del periodo sonoro realizó en el cine papeles secundarios en diversas películas, varias de las cuales fueron dirigidas por Manuel Romero.

## Filmografía
Participó en los siguientes filmes:
Actor
- Locuras, tiros y mambo    (1957)
- La patrulla    (España, 1954)
- Ronda española    (1952) .... Capellán
- La muerte en las calles    (1952)
- Sombras en la frontera    (1951)
- Cinco locos en la pista    (1950)
- Valentina    (1950) .... Gerente
- Corrientes, calle de ensueños    (1949)
- Morir en su ley    (1949) .... Policía 1
- La calle Corrientes    (1943)
- El fabricante de estrellas    (1943) .... Jugador 1
- Una luz en la ventana    (1942) .... Oficial de policía
- El tesoro de la isla Maciel    (1941) .... Doctor Carlos Juárez
- Un bebé de París    (1941) .... Detective privado
- Fuera de la ley    (1937) .... El Turco